# الأدب الفلسطيني في المعتقلات الإسرائيلية
في التاريخ الفلسطيني، وفي التاريخ العربي والعالمي؛ ثمة أسماء عديدة كتبت الشعر والنثر وأصحابها يقبعون خلف الزنازين. من الأدباء العرب الذين سجّلوا تجربتهم وهم في السجون العربية: الشاعر أحمد فؤاد نجم (في ديوان الفاجومي)، الروائي صنع الله إبراهيم (رواية/ تلك الرائحة)، الكاتب شريف حتاتة (سيرة/ العين الزجاجية)، عبد الرحمن منيف (رواية/ شرق المتوسط)، عبد اللطيف اللعبي (رواية/ مجنون الأمل)، فاضل الغزاوي (رواية/ القلعة الخامسة)، الطاهر بن جلون (رواية/ تلك العتمة الباهرة)، وغيرهم؛ أمّا على المستوى العالمي فنجد أدباء وشعراء مناضلين أمثال: لوركا، نيرودا، ناظم حكمت، ويوليوس فوتشيكو.
من الشعراء الذين نظموا الشعر في معتقلات الحكم التركي؛ الشاعر الشيخ سعيد الكرمي، الذي صدر بحقه حكمًا بالإعدام، استبدل بالسجن المؤبد بعد الحرب العالمية الأولى؛ وذلك لمناهضته الحكم التركي ومفاسده. وفي عام 1937 كتب الشاعر الشعبيّ عوض النابلسيّ على جدران زنزانته أبياتًا شعرية تعبّر عن مدى القهر والألم الذي يعانيه جراء تخاذل العرب عن نصرة فلسطين، قصيدته الشّهيرة «ظنّيت إلنا ملوك تمشي وراها رجال»؛ وذلك قبل أن تنفّذ فيه القوات البريطانية حكم الإعدام. كما كتب الدكتور أسعد عبد الرحمن في بداية سبعينات القرن العشرين «أوراق سجين»، وصدرت مجموعة قصص «ساعات ما قبل الفجر» للأديب محمد خليل عليان في بداية ثمانينات القرن الماضي، «أيام مُشينة خلف القضبان» لمحمد أحمد أبو لبن، «ترانيم من خلف القضبان» لعبد الفتاح حمايل، «رسائل لم تصل بعد» ومجموعة «سجينة» القصصية للرّاحل عزّت الغزّاوي، «قبّل الأرض واستراح» لسامي الكيلاني، «نداء من وراء القضبان» و«الزنزانة رقم 706» لجبريل الرجوب، روايات «ستائر العتمة» و«مدفن الأحياء» و«أمّهات في مدفن الأحياء» وحكاية «العمّ عز الدين» لوليد الهودلي، بالإضافة لذلك، كتبت عائشة عودة «أحلام بالحرّية» و«ثمناً للشّمس». كما خلّد الشاعر إبراهيم طوقان الشهداء الثلاثة «عطا الزير ومحمد جمجوم وفؤاد حجازي» الذين أعدمتهم سلطات الاستعمار الإنجليزي عام 1930 عقب ثورة البراق.
ومن الشعراء الفلسطينيين الذين كتبوا في التجربة الأدبية الاعتقالية أيضًا: محمود درويش، معين بسيسو، توفيق زياد، وسميح القاسم.

## مراحل تشكيل أدب المعتقلات
شكّل المعتقل الفلسطيني بفكره ومحتواه الثوري والنضالي، هدفًا أساسيًا للاحتلال الإسرائيلي الذي كرّس طاقاته وجهوده في كل المجالات وعلى كافة الأصعدة لتشويش فكره ووعيه، وتشويه سلوكه وأفعاله النضالية.
من الأساليب التي سعى الاحتلال لممارستها على المعتقلين الفلسطينيين لتنفيذ مخططاته، سياسة الإفراغ الفكري والثقافي، التي تهدف إلى زرع ثقافة مشوّهة بديلة، تعمل على صياغة نفسية المعتقل من جديد وتطويعه وفق إرادتها؛ لهذا قامت سلطات الاحتلال بإعلان الحظر التام على الثقافة الوطنية والإنسانية؛ بل على كل وسيلة ثقافية؛ حتى الورقة والقلم والكتاب؛ فكان لابد للمعتقلين من إيجاد وسيلة للتغلب على مشكلة الورقة والقلم؛ فعملوا على تهريب أدوات الكتابة من خلال زيارات الأهل؛ أو عن طريق المحامين؛ كما استفادوا من مواسير الأقلام التي كانت توزع عليهم لكي يكتبوا رسائل لذويهم مرة في الشهر؛ وكان لا بد من إخفاء إحدى المواسير وتحمّل تبعات ذلك من عقاب جماعي، من ثم استخدموا هذه الماسورة في كتابة ما يريدون؛ وبنفس الطريقة تمكنوا من توفير الورق. كما استخدم المعتقلون مغلفات اللبنة والزبدة بعد غسلها وتجفيفها للكتابة عليها.
استمرت سياسة الحصار الثقافي والفكري من عام 1967 وحتى عام 1970؛ حيث أدرك المعتقلون خطورة الوضع الذي يعيشون فيه، وشعروا بالفراغ الفكري والثقافي، تحت ضغط عدم تواصلهم مع العالم الخارجي، فهم في عزلة مقصودة ومبرمجة. ما جعلهم يطلبون بإلحاح ومثابرة بإدخال مواد ثقافية من كتب وصحف ودفاتر وأقلام. كانت إدارة السجون الإسرائيلية تماطل في تنفيذ مطالب المعتقلين؛ متذرعة بأسباب عديدة؛ لكن هذه المماطلة لم تثبط عزائم المعتقلين. فخاض السجناء غمار عدة ميادين كالاحتجاج المباشر، الإضراب عن الطعام، الاتصال بالصليب الأحمر الدولي؛ الأمر الذي جعل إدارة السجون ترضخ في النهاية لمطالبهم، خصوصًا بعد الإضراب الكبير الذي عمّ المعتقلات في عام 1970؛ اضطرت سلطات السجون إلى السماح بإدخال الكتب والصحف والدفاتر والأقلام من خلال الصليب الأحمر؛ إلّا أنّها وضعت قيودًا على ذلك تمثّلت في: إخضاع المواد المكتوبة للرقابة والتدقيق والفحص الأمني، تحديد نوعية الكتب المسموح بإدخالها، تحديد كمية الأقلام والورق؛ وأخيرا فرضت على كل معتقل أن لا يقتني أكثر من كتاب واحد؛ وفي حالات كثيرة كانت تقوم سلطات السجون باقتحام غرف المعتقلين ومصادرة الكتب والدفاتر والأقلام كعقاب لهم. ورغم كل هذه الإجراءات والممارسات القمعية التي تمارس ضدهم، إلّا أنّهم تمكنوا بقوة الإرادة والصمود من إنتاج أدب متميز حمل بصمات التجربة التي عايشوها.
لم تأت التجربة الأدبية للمعتقلين دفعة واحدة؛ بل مرت بعدة مراحل، وهذه المراحل هي:

### المرحلة الأولى

#### البدايات
هي مرحلة السبعينيات التي نجح فيها المعتقلون في فرض مطالبهم على إدارة السجون الإسرائيلية. استخدم المعتقلون المواد التي حصلوا عليها في برامج تعليمية، حيث يقوم المتعلم من المعتقلين بتعليم عدد من المعتقلين الذين لا يعرفون القراءة والكتابة؛ ما دفع هذا المعلّم القائم بدور المدرّس، إلى تحسين مستواه الثقافي والعلمي؛ لكي يكون قادرًا على العطاء بالمستوى اللائق؛ فأخذ في الاطلاع والقراءة في الكتب المتوفرة بين يديه؛ ما مهّد الطريق للانتقال من الدور التعليمي إلى الدور التثقيفي. هذا التثقيف ارتبط بالمسألة الحزبية والتنظيمية؛ حيث يقدّم المثقف ثقافة حزبية عبر محاضرات يلقيها حول حزبه وأدبيات التنظيم؛ في محاولة لاستقطاب أفراد جدد إلى تنظيمه الذي ينتمي إليه؛ أو زيادة الوعي والمعرفة الحزبية والسياسية لدى أفراد تنظيمه.
في هذه الفترة شكّلت الرسائل التي يبعثها المعتقل إلى ذويه الكتابة الأدبية الأولى من خلف القضبان، حيث حاول المعتقلون في رسائلهم استعمال ديباجات إيحائية معينة لجأوا إليها لتمويه الرقيب الإسرائيلي؛ فكانوا يختارون أبياتًا من الشعر أو عبارات من النثر، يسطرون بها رسائلهم. وما بين التعليمي والتثقيفي والأسلوب الرسائلي نتج الأدب؛ حيث لم يكن الأدب معزولًا عن التفاعلات النشطة في الحياة الجديدة التي أخذت بالتبلور بين المعتقلين. وكان الأدب أكثر التصاقًا بواقع المعتقلين؛ فكان وسيلة للتعبير عما يعتمل في النفس البشرية. وكان التعبير بالشعر البدايات الأولى في إبداع المعتقلين، فهو أسرع الأنواع الأدبية استجابة للتعبير عن المعاناة؛ لهذا لجأ عشرات المعتقلين إلى المحاولات الشعرية التي تترجم مشاعرهم وتعبّر عن مكنونهم النفسي. 
من الكتابات التي صدرت وتعبر عن هذه الفترة ديوان شعري مشترك بعنوان (كلمات سجينة)؛ وصدر بخط اليد في معتقل بئر السبع عام 1975. ومن المعتقلين الشعراء الذين نشروا قصائدهم في هذا الديوان: محمود الغرباوي، مؤيد البحش، محمود عبد السلام، عبد الله الزق، وليد مزهر، وليد قصراوي، نافذ علان، وليد حطيني، عمر خليل عمر، مشهور سعادة.

### المرحلة الثانية
تطوّر النتاج وتعدّده: كان تطوّر النتاج لدى المعتقلين وتعدّد أنواعه سمة فترة الثمانينيات؛ ففي هذه المرحلة اتسعت معارف المعتقلين وتشعّبت ثقافاتهم؛ بعد السّماح بإدخال الكتب الثقافية المتنوعة، خاصة الكتب الأدبية التي كان نصيبها من الرقابة المشدّدة أقل نسبيًا من الكتب السياسية؛ ما أتاح للمعتقلين فرصة الاطلاع على نماذج محلية وعربية وعالمية دعمت بشكل إيجابي تطوّر التجربة الأدبية لدى المعتقلين. كما لعب المثقفون والأكاديميون الذين اعتقلوا في هذه الفترة دورًا أساسيًا في التجربة الأدبية داخل المعتقل؛ حيث ساهموا في توجيه المعتقلين من الكتاب والأدباء نحو آليات وقواعد الشعر والنثر.
كما تمكّن المعتقلون في فترة الثمانينيات من تهريب نتاجاتهم الأدبية إلى خارج المعتقل؛ واهتمت الصحف والمجلات المحلية بنشر إنتاجهم؛ ما شجّعهم على مواصلة الكتابة وتطوير إبداعاتهم. من الصحف والمجلات التي نشرت أعمالهم الأدبية: البيادر الأدبي، الشراع، الكاتب، الفجر الأدبي، وعبير. كما عملت دور النشر والمؤسسات الثقافية والحزبية على نشر إبداعات المعتقلين في كتب مثل: اتحاد الكتاب، دار القسطل للنشر، دار الآباء والبنون للنشر، دار الزهراء، مركز التراث في الطيبة، وغيرها. كل هذا ساهم في تطور التجربة الإبداعية لدى المعتقلين؛ بالإضافة إلى نضوج الحالة الثقافية الناتجة عن المسيرة التثقيفية الطويلة والشاقة التي خاضها المعتقلون مع أنفسهم؛ في سبيل إبراز ذواتهم للخروج من حالة العزلة التي يسعى الاحتلال إلى تكريس فرضها عليهم؛  لهذا ارتقى وتطوّر أدب المعتقلين، من الشعر إلى الخاطرة إلى القصة القصيرة، إلى النص المسرحي الذي كان يمثل في المناسبات الوطنية داخل المعتقلات، وصدرت النصوص المسرحية لاحقا في كتب.
كما تتوجت نتاجات الأسرى أيضًا بإصدار روايات من داخل المعتقلات، كانت في أغلبها روايات تسجيلية تحكي واقع المعتقل وظروفه المعيشية، وممارسات السجّان السادية تجاه المعتقلين.
وحاول المعتقلون توصيل نتاجاتهم إلى أكبر عدد من المعتقلين؛ ذلك بالتغلّب على مسألة النشر غير المتوفرة داخل جدران المعتقل؛ بالعمل على إصدار مجلات أدبية تضم نصوصا أدبية مختلفة لعدد كبير من المبدعين؛ كان يكتب منها بخط اليد أكثر من نسخة وتوزع على المعتقلين، ومن هذه المجلات: «الملحق الأدبي» لمجلة «نفحة الثورة»، مجلة «الصمود الأدبي» في معتقل عسقلان، مجلة «الهدف الأدبي» في معتقل عسقلان التي صدرت عام 1981، وأشرف على تحريرها كل من: منصور ثابت، عبد الحميد الشطلي، محمود عفانة؛ مجلة «إبداع نفحة» التي صدرت عن اللجنة الثقافية الوطنية في معتقل نفحة، وأشرف على تحريرها كل من: فايز أبو شمالة، سلمان جاد الله، معاذ الحنفي، محمود الغرباوي؛ ومجلة «صدى نفحة» التي أسسها عام 1989 كل من المبدعين المعتقلين: معاذ الحنفي، سلمان جاد الله، فايز أبو شمالة؛ وكتب على صفحاتها: عبد الحق شحادة، محمود الغرباوي، هشام أبو ضاحي، هشام عبد الرازق، زكي أبو العيش، منصور ثابت، ماجد أبو شمالة، سمير المشهراوي، وغيرهم. ونشرت دار القسطل للدراسات والنشر بالقدس نسخة من مجلة «إبداع نفحة» كما هي بخط اليد عام 1990، ضمت قصائد شعرية وقصصًا قصيرة، خواطر، وزجلًا شعبيًا. من المعتقلين الذين نشروا على صفحاتها: سليم الزريعي، محمود الغرباوي، هشام عبد الرازق، معاذ الحنفي، حسام نزال، كمال عبد النبي، مؤيد عبد الصمد، هشام أبو ضاحي، بسام عزام، وليد خريوش، عبد الناصر الصيرفي، ماجد الجراح، فايز أبو شمالة، سمير طيبة، سمير قنطار، زكي أبو العيش، سعيد عفانة، محمود الكبسة، أشرف حسين، عبد الحق شحادة، وجبر وشاح.
ومن الأعمال الأدبية التي نشرت في هذه الفترة: ديوان «درب الخبز والحديد» لعدنان الصباح (1981)، ديوان «أيام منسية خلف القضبان» لمحمد أبو لبن (1983)؛ المجموعة القصصية «الطريق إلى رأس الناقورة» لحبيب هنا (1984)، المجموعة القصصية «ساعات ما قبل الفجر» لمحمد عليان (1985)؛ ورواية «زنزانة رقم 7» لفاضل يونس (1983).

### المرحلة الثالثة

#### الانتفاضة
شهدت هذه المرحلة تنوعًا وتطوّرًا في نتاجات المعتقلين؛ تحوّل الأدب من ممارسة هواية وثقافة جمالية، إلى مشاركة نضالية في أحداث الانتفاضة وزخمها الثوري. كما شهدت هذه الفترة زيادة ملموسة في عدد الكتب التي صدرت للمعتقلين؛ وأولت دور النشر والمؤسسات الثقافية والمجلات والصحف عناية خاصة بأدب المعتقلات.
من الكتابات التي نشرت في هذه الفترة: ديوان «فضاء الأغنيات» للمتوكل طه (1989)، ديوان «المجد ينحني لكم» لعبد الناصر صالح (1989)، ديوان «الجراح» لهشام عبد الرازق (1989)، ديوان «أوراق محررة» لمعاذ الحنفي (1990)، ديوان «حوافر الليل» لفايز أبو شمالة (1990)، ديوان «ترانيم خلف القضبان» لعبد الفتاح حمايل (1992)، ديوان «رغوة السؤال» للمتوكل طه (1992)، ديوان «لن أركع» لعمر خليل عمر (1993)، ديوان «اشتعالات على حافة الأرض» لخضر محجز (1995)؛ قصص «سجينة» لعزت الغزاوي (1987)، قصص «ستطلع الشمس يا ولدي» لمنصور ثابت (1992)، قصص «صحفي في الصحراء» لحسن عبد الله (1993)؛ رواية «تحت السياط» لفاضل يونس (1988)، رواية «شمس الأرض» لعلي جرادات (1989)، رواية «رحلة في شعاب الجمجمة» لعادل عمر (1990)، رواية «شمس في ليل النقب» لهشام عبد الرازق (1991)، ورواية «قهر المستحيل» لعبد الحق شحادة (1992).

### المرحلة الرابعة
ما بعد قيام السُلطة: أثر الوضع السياسي الذي أفرزه اتفاق أوسلو وما نتج عنه من تغيرات لمفهوم الصراع الفلسطيني الإسرائيلي، تأثيرًا كبيرًا على الإنتاج الأدبي لدى المعتقلين الفلسطينيين في المعتقلات الإسرائيلية؛ إذ حدث تراجع، وغاب الزخم الذي شهدته السبعينيات والثمانينيات.
شهدت هذه الفترة كتابات متعددة في أدب المعتقلات كتبها معتقلون سابقون تحرّروا بموجب اتفاق أوسلو، بعضها كُتب داخل المعتقل مثل: رواية «قمر سجين وجدران أربعة» لمعاذ الحنفي، كتبها في معتقل نفحة بين عامي 1989 و1990، ونشرها في غزة عام 2005؛ روايتي «عاشق من جنين» لرأفت حمدونة، التي كتبها في معتقل نفحة، ونشرها في غزة عام 2003، «الشتات» كتبها في معتقل بئر السبع، ونشرها في غزة عام 2004، ورواية «ستائر العتمة» لوليد الهودلي، التي كتبها في المعتقل، ونشرها بعد تحرره عام 2003.
وثمة كتابات كتبت داخل المعتقل وهربت إلى الخارج ونشرت مثل: روايتي ظل الغيمة السوداء، على جناح الدم (2006) لشعبان حسونة، التين كتبهما في المعتقل الذي يقضي فيه حكما مدى الحياة. 
كمت ثمة كتابات كتبت خارج المعتقل، كتبها معتقلون بعد تحرّرهم تسرد تجاربهم ومعاناتهم داخل المعتقل، منها: ديوان «رفيق السالمي يسقي غابة البرتقال» لمحمود الغرباوي (2000)، ديوان «من وراء الشبك» لمؤيد عبد الصمد (2000)، نصوص (رمل الأفعى ـ سيرة كتسيعوت أو أنصار 3) للمتوكل طه (2001)؛ قصص «ويستمر المشهد» لمنصور ثابت (2003)؛ رواية «البطاط / تمرد شطة 58» لسلمان جاد الله (2004)؛ سيرة «أحلام بالحرية» لعائشة عودة (2004)؛ ورواية «شمس الحرية» لهشام عبد الرازق (2008).

## القضايا التي تناولها أدب المعتقلات
الواقعية التي تطرحها التجربة الأدبية في المعتقلات، تعكس حقيقة الواقع الذي عاش فيه المعتقل الفلسطيني، وتكشف بشكل فعّال عن المُثل العليا الوطنية السياسية والاجتماعية، وعن المضمون النضالي والإنساني.  
حاول الأدباء المعتقلون جاهدين من خلال نتاجاتهم الأدبية، أن يكونوا صادقين مع تجربتهم، لأنّها تعكس ما في دواخلهم، وتمسك بالهدف السامي الذي اعتقلوا في سبيله.
شكّلت قسوة الاعتقال، بما فيها من كبت نفسي وتعذيب جسدي، تُربة خصبة لتفجر الطاقات الأدبية، كردّ فعل طبيعي ومنطقي على ممارسات القمع. هذه التجربة الأدبية كان لها تأثيرها على المعتقلين من حيث تعزيز صمودهم وتحديهم لممارسات السجّان؛ كما ساهمت في خلق الظروف المناسبة وتهيئتها لتربية الإنسان الفلسطيني وتجذير انتمائه وتصليب إرادته؛ وتمكينه من بناء الذات الوطنية التي تؤهله لكسب معركة الصراع التي يخوضها ضد الاحتلال.
تناول المعتقلون في كتاباتهم الأدبية، قضايا مرتبطة بظروف اعتقالهم، وبتفاعلهم مع الأحداث الخارجية خصوصًا في مرحلة الانتفاضة، ومن القضايا التي عبروا عنها:
ـ تسجيل واقع المعتقل ورسم صورة للسجّان وممارساته ضد المعتقلين، من تعذيب وضرب على أماكن حساسّة، خنق بالكيس في الرأس، كتم الأنفاس، تعصيب العينين، الشبح، الهز العنيف بعد تقييد اليدين للخلف، خلع الأظافر، وتحطيم الأسنان.
في سيرة الكاتبة «عائشة عودة» الذاتية (أحلام بالحرية) التي قدّمتها حول تجربتها في الاعتقال، وصفت حالات التعذيب التي مورست ضدها، حيث تناوب عليها المحققون الإسرائيليون بعدة أساليب من التعذيب في التحقيق.
ـ تناول قضايا متعلقة بالحياة العامة خلف القضبان مثل: المواجهة والتحدي والحرمان والصمود والانتماء والحنين للأهل والأبناء والأصحاب. كذلك الحديث عن النضالات والإضرابات داخل المعتقل. ورفض القيود والتمرد عليها، وكسر طوق العزلة التي يسعى الاحتلال لفرضها على المعتقلين.
ـ لم يقتصر انشداد المعتقلين على مصيرهم الشخصي، وعلى الوجع والقهر الذي يعانون منه؛ بل تفاعلوا مع أبناء شعبهم في نضالاتهم ضد الاحتلال بالكتابة والإبداع؛ كما تفاعلوا مع الأحداث الوطنية الكبرى: كاجتياح لبنان، ومذبحة صبرا وشاتيلا، والاعتداء على المخيمات في لبنان، والانتفاضة، وغيرها؛ وأكدوا أيضًا على مسألة انتمائهم لعروبتهم ووطنهم العربي الكبير.
ـ عبّر المعتقلون عن أحلامهم بالليل التي تمتزج فيها المشاهد بين القيد والانطلاق؛ حيث يظل المعتقل القابع خلف القضبان مشدودًا إلى العالم الخارجي (مدينته وقريته ومخيمه وأهله، وجميع من ارتبط معهم بذكريات) وتبقى الحرية هاجسه وأمنيته التي تعشّش في أعماقه.
ـ يُعد السجن القابع فيه المعتقل من أكثر الموضوعات التي تناولها الأدباء المعتقلون، ومجالًا خصبًا لإبداعاتهم؛ وذلك لما انطوى عليه من تعذيب وقهر وحرمان وذل ومهانة؛ وكذلك لما انطوى عليه من بطولة وتحدٍ وإرادة وإصرار وثبات ورباطة جأش وتضحية وعطاء؛ لهذا كتبوا عن: مساحة السجن الضيقة، والزنازين الانفرادية، وغرف السجن وما تحتويه من رطوبة وعفن وسكون ووحدة وقلق وظلام وقتامة.  كما وصفوا أسوار السجن والشبك والقضبان والسقف؛ بالإضافة إلى تناول أقبية التحقيق وما يدور فيها من ممارسات سادية وعنصرية ضد المعتقلين؛ ووصفوا أدوات التحقيق والتعذيب.